# محمد هاني جمال الدين غنيم
محمد هاني جمال الدين غنيم من مواليد محافظة القاهرة في 13 أكتوبر1985، وحاصل على بكالوريوس الطب والجراحة جامعة عين شمس عام 2009، وماجستير جراحة العظام عام 2017، ودبلوم إدارة المنشآت الطبية عام 2018. وتم توليه منصب محافظ بنى سويف سنه 2019

## أعماله
عمل محافظ بني سويف الجديد، نائب جراحة عظام بمستشفى الشرطة، ومدرب إسعافات أولية ومدير مشروعات بالهلال الأحمر.
وتولى منصب نائب محافظ بور سعيد ، وخلال فترة عمله تولى عدة ملفات مهة، من بينها الإشراف على منظومة التأمين الصحي الشامل، ومشروعات المرافق وتجديد شبكات الصرف الصحي، وملف إعداد الكوادر الشبابية والندوات التثقيفية داخل الأندية ومراكز الشباب، ومشروعات التدريب النوعي للشباب لشغل الوظائف المنتظرة فضلاً عن مشاركته في جلسات مع رؤساء الأحياء لإعداد الخطط في مواقع العمل على الطبيعة.

## تعينه محافظًا بني سويف
أدى الدكتور محمد هاني جمال الدين غنيم، نائب محافظ بورسعيد السابق اليمين الدستورية، أمام الرئيس عبد الفتاح السيسي، ليتولى منصب محافظ بني سويف الجديد خلفاً للمستشار هاني عبد الجابر.

## أول تصريح له
وفي أول تصريحاته أكد محافظ بني سويف الجديد أن لديه طموحات كبيرة في تحقيق الأهداف التي وجه بها الرئيس عبد الفتاح السيسى.